# Nowoołeksandriwka (hromada Inhułka)
Nowoołeksandriwka (ukr. Новоолександрівка) – wieś na Ukrainie, w obwodzie mikołajowskim, w rejonie basztańskim. W 2001 liczyła 961 mieszkańców.